# Carbendazime
La carbendazime  est une substance active de produit phytosanitaire (ou produit phytopharmaceutique, ou pesticide), qui présente un effet fongicide, et qui appartient aux familles chimiques des benzimidazoles et des carbamates.

## Réglementation
- Pour l’Union européenne : le carbendazime est interdit dans l'Union européenne[4] par le règlement (CE) no 1107/2009 du 21 octobre 2009 concernant la mise sur le marché des produits phytopharmaceutiques[5]. Une étude parue en 2019 souligne néanmoins la présence persistance du produit dans les eaux européennes[6]
- L'utilisation du carbendazine en tant que substance active dans les produits biocides de catégorie 9 (produits de protection des fibres, du cuir, du caoutchouc et des matériaux polymérisés) n'est plus autorisée depuis le 22 novembre 2019[7].

## Caractéristiques physico-chimiques
Les caractéristiques physico-chimiques dont l'ordre de grandeur est indiqué ci-après, influencent les risques de transfert de cette substance active vers les eaux, et le risque de pollution des eaux :
- Hydrolyse à pH 7 : très stable,
- Solubilité : 8 mg·L-1,
- Coefficient de partage carbone organique-eau : 230 cm3·g-1. Ce paramètre, noté Koc, représente le potentiel de rétention de cette substance active sur la matière organique du sol. La mobilité de la matière active est réduite par son absorption sur les particules du sol.
- Durée de demi-vie : 22 jours. Ce paramètre, noté DT50, représente le potentiel de dégradation de cette substance active, et sa vitesse de dégradation dans le sol.
- Coefficient de partage octanol-eau : 1,56. Ce paramètre, noté log Kow ou log P, mesure l’hydrophilie (valeurs faibles) ou la lipophilie (valeurs fortes) de la substance active.

## Écotoxicologie
Sur le plan de l’écotoxicologie, les concentrations létales 50 (CL50) dont l'ordre de grandeur est indiqué ci-après, sont observées :
- CL50 sur poissons : 0,019 mg·L-1,
- CL50 sur daphnies : 0,087 mg·L-1,
- CL50 sur algues : 0,34 mg·L-1.

## Toxicité pour l’homme
Sur le plan de la toxicité pour l’Homme, la dose journalière acceptable (DJA) est de l’ordre de : 0,03 mg·kg-1·j-1.